# Tsutomu Yamaguchi

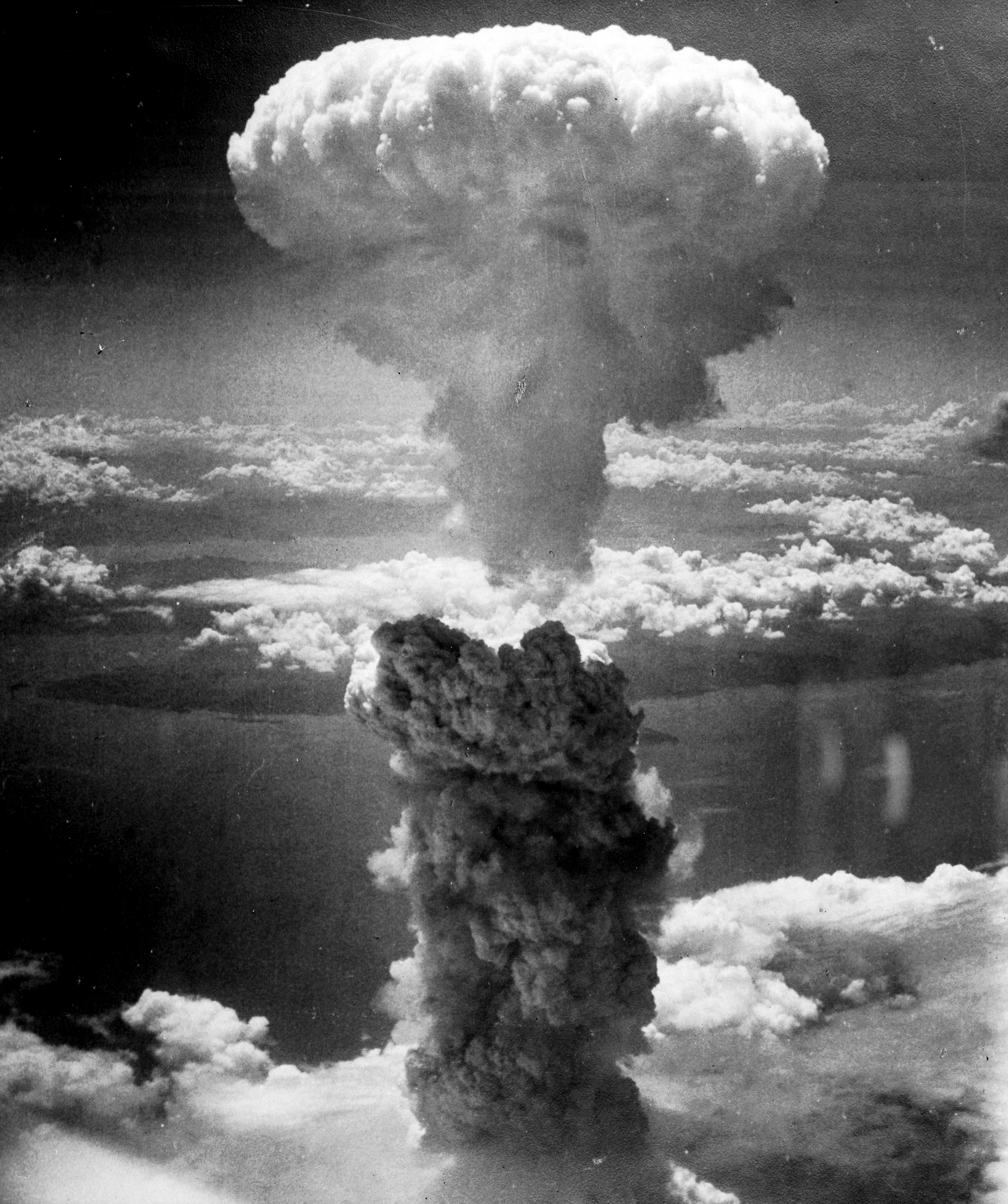
Molnet efter bomben över Nagasaki

Tsutomu Yamaguchi (山口 彊, Yamaguchi Tsutomu), född 16 mars 1916 i Nagasaki, död 4 januari 2010 i Nagasaki, var en japansk ingenjör som överlevde båda atombomberna över Hiroshima och Nagasaki.
Även om minst 160 personer drabbades av båda bombningarna, är han den enda person som officiellt har erkänts av japans regering som överlevande från båda explosionerna.

## Biografi
Yamaguchi föddes den 16 mars 1916 i Nagasaki. Han började arbeta på Mitsubishi Heavy Industries under 1930-talet där han designade tankfartyg.

### Hiroshima
Den 6 augusti 1945 var den 29 år gamle Tsutomu Yamaguchi på affärsresa i Hiroshima när amerikanskt flyg släppte den första atombomben Little Boy över staden. CIrka 100 000 människor dödades omedelbart eller efter några dagar, och Yamaguchi brännskadades svårt. Han lyckades efter en natt i skyddsrum ta sig till sin hemstad Nagasaki där han fick vård på sjukhus. 

### Nagasaki
Trots sina skador återvände han till jobbet den 9 augusti. Klockan 11:00 beskrev Yamaguchi explosionen i Hiroshima för sin chef när det amerikanska bombplanet Bockscar fällde atombomben Fat Man över staden. Hans arbetsplats låg 3 kilometer från epicentrum, men denna gång skadades han inte av explosionen. Däremot kunde han inte byta sina förstörda bandage och led av hög feber och ihållande kräkningar i över en vecka.

### Senare liv
År 1957 fick Yamaguchi ett intyg på att han var en hibakusha ("bomböverlevare"). Detta gav honom rätt till fri läkarvård och ekonomisk ersättning, efter att ha utsatts för joniserande strålning. Yamaguchis handlingar nämnde först bara bomben i Nagasaki, men år 2009 lyckades han övertyga myndigheterna att erkänna honom som överlevare av båda attackerna.
Yamaguchi var en stark motståndare till kärnvapen och blev en talesperson för kärnvapennedrustning. Under 1980-talet skrev han en bok om sina upplevelser och 2006 medverkade han i en dokumentärfilm om bomboffer, Nijuuhibaku, som visats på Förenta nationerna. I ett tal på filmvisningen förespråkade han avveckling av kärnvapen. I en intervju sa han att "Jag vill berätta om den skräck som bara en dubbelöverlevande från atombomberna kan inse. Jag hoppas det kan få kommande generationer att förstå kärnvapens fasa och vikten av fred."

## Hälsoproblem
Tsutomu Yamaguchi drabbades av spräckta trumhinnor, temporär blindhet och svåra brännskador vid Hiroshima-bombningen. Efter Nagasaki-bomben led han av hög feber och kräkningar. Han förlorade hörseln på vänster öra och utvecklade strålningsrelaterade sjukdomar, inklusive grå starr och leukemi.
Yamaguchi avled av magcancer den 4 januari 2010 i Nagasaki, vid 93 års ålder. Han var då troligen den sista levande personen som överlevt båda atombomberna. 

## Familj
Tsutomu Yamaguchi var gift med Hisako, som också överlevde Nagasaki-bomben. Hon dog 2008 i lever- och njurcancer, 88 år gammal.
Paret hade tre barn. Sonen Katsutoshi föddes 1946 men avled i cancer 2005 vid 59 års ålder. Döttrarna Toshiko och Naoko föddes 1948 och 1949. Alla tre barn upplevde hälsoproblem, troligen på grund av föräldrarnas strålningsexponering.